# Sauersbosch, Pfrimmersbach- und Märzenbachtal
Das Naturschutzgebiet Sauersbosch, Pfrimmersbach- und Märzenbachtal liegt auf dem Gebiet des Stadtkreises Baden-Baden in Baden-Württemberg.
Das Gebiet erstreckt sich nördlich von Oberbeuern, einem Wohnplatz im Baden-Badener Stadtteil Lichtental, und nördlich des Oosbachs. Die Landesstraße L 78 verläuft südlich und östlich.

## Bedeutung
Für den Stadtkreis Baden-Baden ist seit dem 13. September 2013 ein 94,7 ha großes Gebiet unter der Kenn-Nummer 2.234 als Naturschutzgebiet ausgewiesen. Schutzzweck ist die Erhaltung und Entwicklung
- der Wiesenlandschaft als Teil der historischen Kulturlandschaft
- der unterschiedlichen Grünlandgesellschaften mit ihrer teilweise speziell angepassten Flora und Fauna
- der Quellaustritte und natürlichen Wasserläufe und der daran gepassten Fauna
- der Hohlwege, Steinriegel und Trockensteinmauern als kulturhistorische Besonderheiten mit hoher Bedeutung für die Fauna
- der Wälder, Waldränder, Baumreihen, Hecken und licht stehenden Hochstamm-Obstbäume als wichtige Lebensraumstrukturen für Vögel, Holzkäfer und Fledermäuse